# 小林氏山椒蝸
小林氏山椒蝸（学名：Assiminea hayashii）为山椒蝸牛科山椒螺屬下的一个种。